# Antechinus vandycki
Antechinus vandycki — вид сумчастих тварин із родини кволових (Dasyuridae).

## Опис
Це великий антехін з довжиною тіла від носа до хвоста 13 см, хвіст коротший за довжину тіла, маса тіла 90 г.

## Ареал
Ендемік південно-східної Тасманії. Більшість його обмеженого середовища проживання припадає на державні ліси, які вирубують. Цей вид зараз, очевидно, живе лише в крихітних фрагментованих недоторканих лісах, які перебувають під загрозою.

## Етимологія
Вид названо на честь доктора Стіва Ван Дейка, колишнього старшого куратора відділу ссавців і птахів у Квінслендському музеї, за його новаторську таксономічну роботу щодо роду Antechinus.